# Luz Amparo Triana-Moreno
Luz Amparo Triana-Moreno es una bióloga, botánica, y pteridóloga colombiana. Desarrolla actividades académicas e investigativas en el Departamento de Ciencias Biológicas, en la Universidad de Caldas.
En 2014, se tituló como Biología en la Universidad Nacional de Colombia, Sede Bogotá; realizando la defensa de la tesina titulada Los pteridófitos de un bosque subandino en el municipio de Albán, Cundinamarca (Colombia). Y en julio de 2009, su maestría en biología, por la misma casa de altos estudios, defendiendo la tesis El género Pecluma (Polypodiaceae) en Colombia. Aproximación filogenética y revisión taxonómica.
Además posee una diplomatura en competencias pedagógicas con énfasis en la enseñanza de campos disciplinarios específicos, por la Universidad de Caldas, en noviembre de 2010.
Entre diciembre de 2004 a marzo de 2005 realizó la curaduría de la colección de Pteridófitos del Herbario Federico Medem Bogotá (FMB).
- La abreviatura «L.A.Triana» se emplea para indicar a Luz Amparo Triana-Moreno como autoridad en la descripción y clasificación científica de los vegetales.[5]

## Algunas publicaciones
- luz amparo Triana-Moreno. 2015. "Catálogo comentado de las especies de Pecluma (Polypodiaceae) de Colombia". Bol. Científico Centro De Museos Museo De Historia Natural 19(2): 17-59 ISSN 0123-3068. Ed. Centro Editorial Univ. de Caldas

- ---------------------------------. 2012. "Caracteres morfológicos en esporas de Polypodiaceae y su aplicación en la reconstrucción filogenética". Bol. Científico Centro De Museos Museo De Historia Natural 15(2): 53-59 ISSN 0123-3068. Ed. Centro Editorial Univ. de Caldas

- ---------------------------------. 2012. "Desarrollo del esporangio en Pecluma eurybasis var. villosa (Polypodiaceae)". Bol. Científico Centro De Museos Museo De Historia Natural 15(2): 60-66 ISSN 0123-3068 Ed. Centro Editorial Univ. de Caldas

- ---------------------------------. 2011. "Novedades en Pecluma (Polypodiaceae)". En: Estados Unidos, Brittonia 63(1): 62-65 ISSN 0007-196X ed:

- ---------------------------------. 2007. "Estado actual y perspectivas de la investigación sobre helechos y licófitos en Colombia". Actualidades Biológicas 29(1): 64-65 ISSN 0304-3584 Ed. Univ. de Antioquía

- ---------------------------------, gloria romero de Pérez. 2007. "Desarrollo del esporangio en Pecluma eurybasis var. glabrescens (Polypodiaceae)". Actualidades Biológicas 29(1): 139 ISSN 0304-3584 Ed. Univ. de Antioquia

- ---------------------------------, nohra cecilia Rodríguez, jesús García. 2006. "Dinámica del sistema agroforestal de chagras como eje de la producción indígena en el Trapecio Amazónico (Colombia)". Agronomía Colombiana 24(1): 158-169 ISSN 0120-9965 Ed. Univ. Nacional De Colombia Facultad De Agronomía

- ---------------------------------, Andrea león Parra. 2005. "Los pteridófitos del herbario Federico Medem Bogotá (FMB)". Rev. de la Asoc. Colombiana de Herbarios 32-40 ISSN 0121-912X Ed. Universidad del Quindío

- ---------------------------------, José Murillo. 2004. "Los pteridófitos de un bosque subandino en el municipio de Albán, Cundinamarca (Colombia)". Acta Biológica Colombiana 9(2): 71 ISSN 0120-548X Ed. Facultad De Ciencias Univ. Nacional

- ---------------------------------, nelson javier Garzón-Venegas, jairo Sánchez-Zambrano, jesús orlando Vargas-Ríos. 2003. "Epífitas vasculares como indicadores de regeneración en bosques intervenidos de la amazonía colombiana". Acta Biológica Colombiana 8(2): 31-42 ISSN 0120-548X Ed. Facultad De Ciencias Univ. Nacional

## Honores

### Distinciones
- Mención Meritoria en Trabajo de Grado, Universidad Nacional De Colombia - Sede Bogotá, septiembre de 2004
- Mención Meritoria en Tesis de Maestría, Universidad Nacional de Colombia - Sede Bogotá, febrero de 2010

### Membresías
- Miembro de la Asociación Colombiana de Botánica; Miembro de su Junta Directiva en calidad de Vicepresidenta desde 2015 hasta 2017.
- Miembro de la Asociación Latinoamericana de Botánica.
- Miembro de la Asociación Latinoamericana de Pteridología.

### Eponimia
- (Dryopteridaceae) Elaphoglossum amparoanum A. Rojas